# Joachim Dreifke
Joachim Dreifke (ur. 26 grudnia 1952 w Greifswaldzie) – niemiecki wioślarz reprezentujący NRD, dwukrotny medalista olimpijski i wielokrotny medalista mistrzostw świata.

## Kariera sportowa
Wystąpił na igrzyskach olimpijskich w Montrealu w 1976, zajmując drugie miejsce w jedynkach. W finale o 9,00 sekund przegrał z Perttim Karppinenem z Finlandii, a o 6,36 sekundy wyprzedził go Peter-Michael Kolbe z RFN. Na rozgrywanych cztery lata później igrzyskach olimpijskich w Moskwie startował w dwójkach podwójnych. Wspólnie z Klausem Kröppelienem wywalczył złoty medal, plasując się o 2,01 sekundy przez osadą Jugosławii i 4,74 sekundy przed osadą Czechosłowacji.
W jedynkach zdobył również złoty medal na mistrzostwach świata w Amsterdamie (1977), gdzie wyprzedził Perttiego Karppinena i Mykołę Dowhania z ZSRR. Zdobył również złoto w czwórkach podwójnych na mistrzostwach świata w Lucernie (1974), mistrzostwach świata w Cambridge (1978) i mistrzostwach świata w Bledzie oraz srebro na mistrzostwach świata w Duisburgu (1983). W międzyczasie wywalczył także złoto w dwójkach podwójnych na mistrzostwach świata w Monachium (1981) oraz srebro na mistrzostwach świata w Nottingham (1975) i mistrzostwach świata w Lucernie (1982).
W 1984 został odznaczony Złotym Orderem Zasługi dla Ojczyzny.
Po zakończeniu kariery został trenerem.